# دار الفريخة

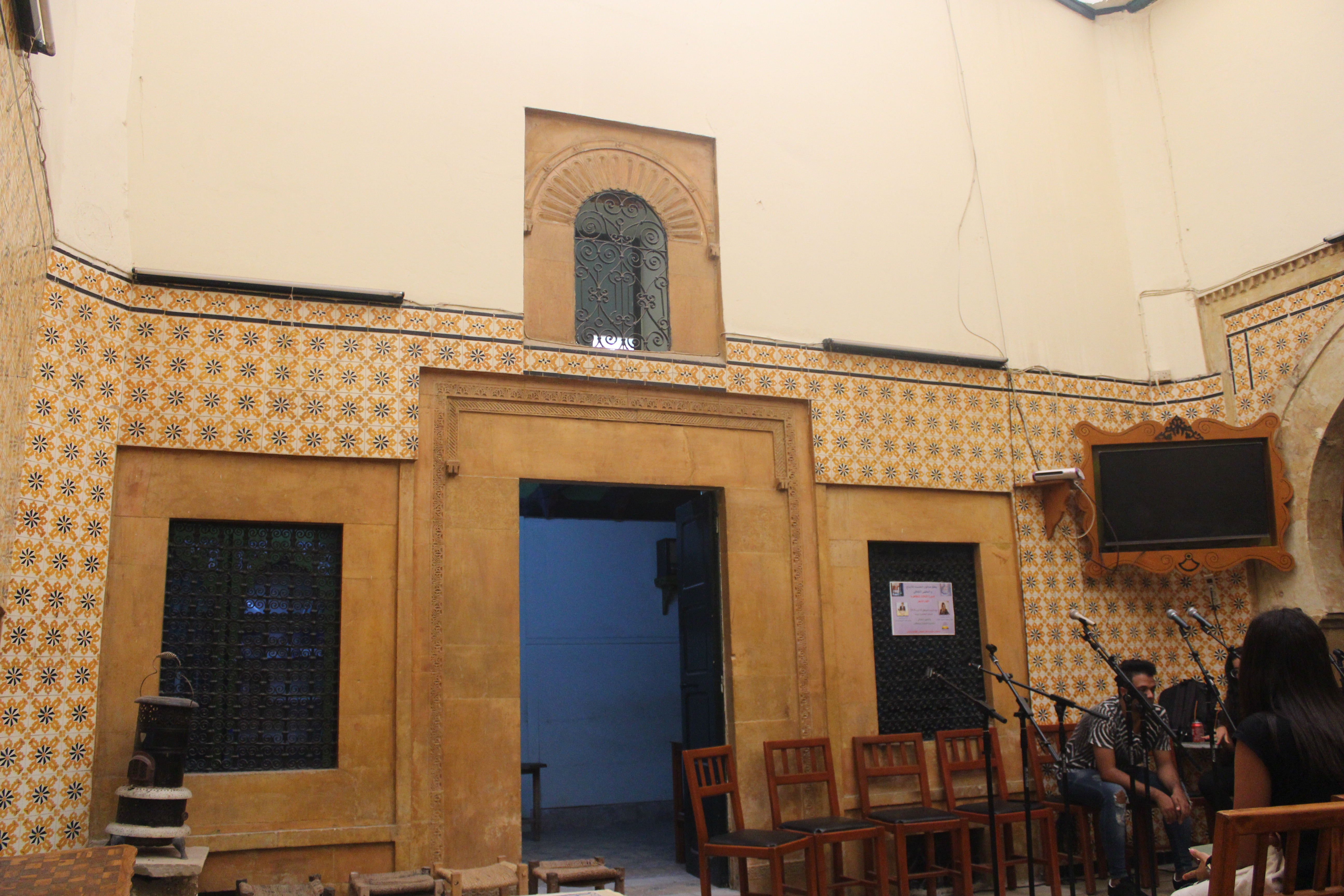
بهو دار الفريخة

دار الفريخة واحدة من المنازل بالمدينة العتبقة في صفاقس.

## موقعها
تقع دار الفريخة ب85 نهج الشيخ التيجاني المعروف أيضا باسم زقاق الذهب، واحد من أنهج البرجوازية الصفاقسية في القرن التاسع عشر بالشمال الغربي للمدينة العتيقة بجوار العديد من المنازل الأرستقراطية الأخرى مثل دار العذار ودار كمون ودار خماخم.

## تاريخها

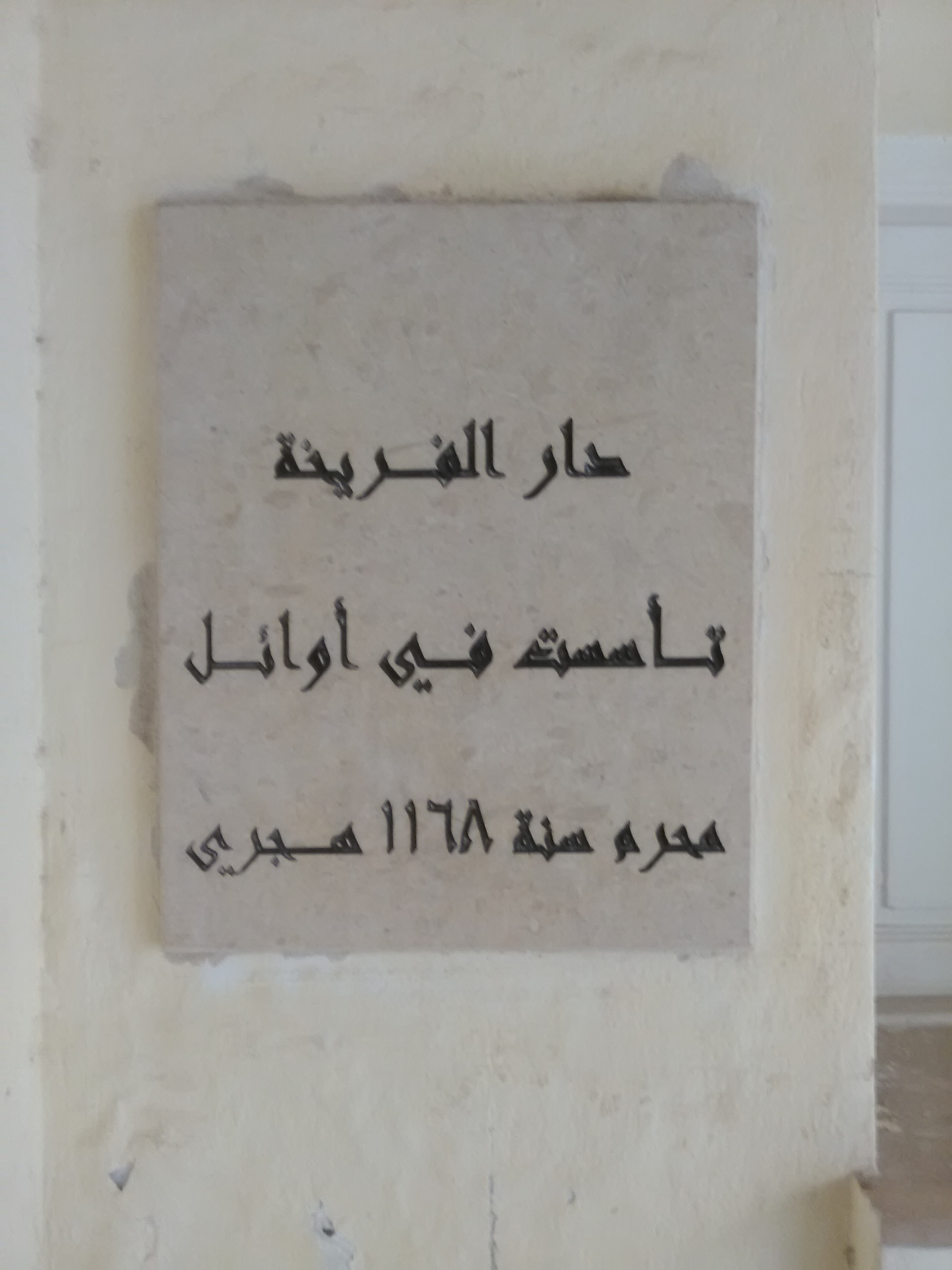
اللوحة التذكارية بسقيفة الدار

حسب اللافتة الموجودة في مدخل المعلم، فإنه بني في أوائل محرم من سنة 1168 هجري. منذ بضع سنوات، تم تحويلها إلى مقهى ثقافي سمي بدار المدينة، يقدم للجمعيات المحلية الفرصة للنشاط فيه مثل الندوات والعروض.

## معرض صور

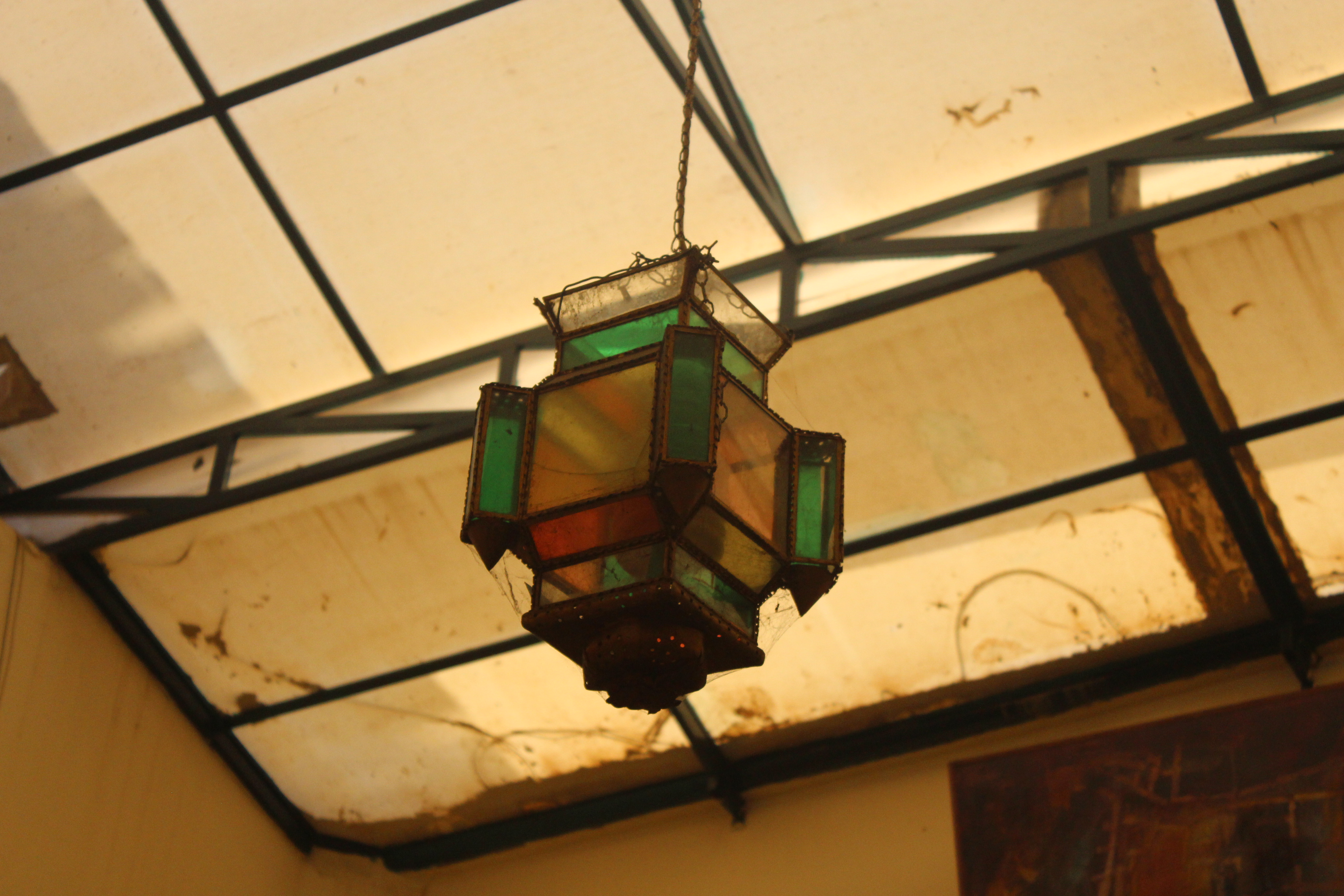
قنديل بسقف البهو
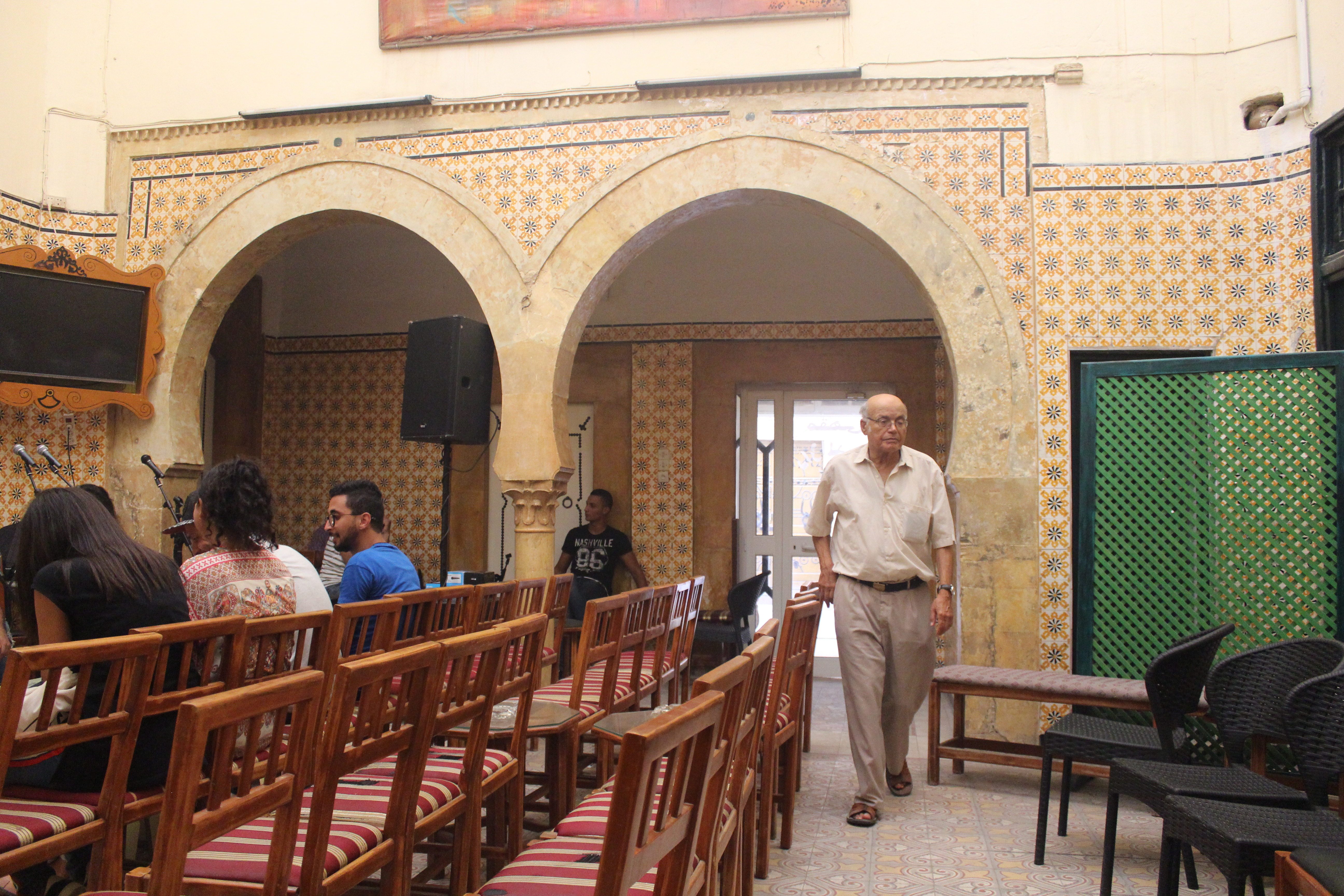
عرض موسيقي بالبهو
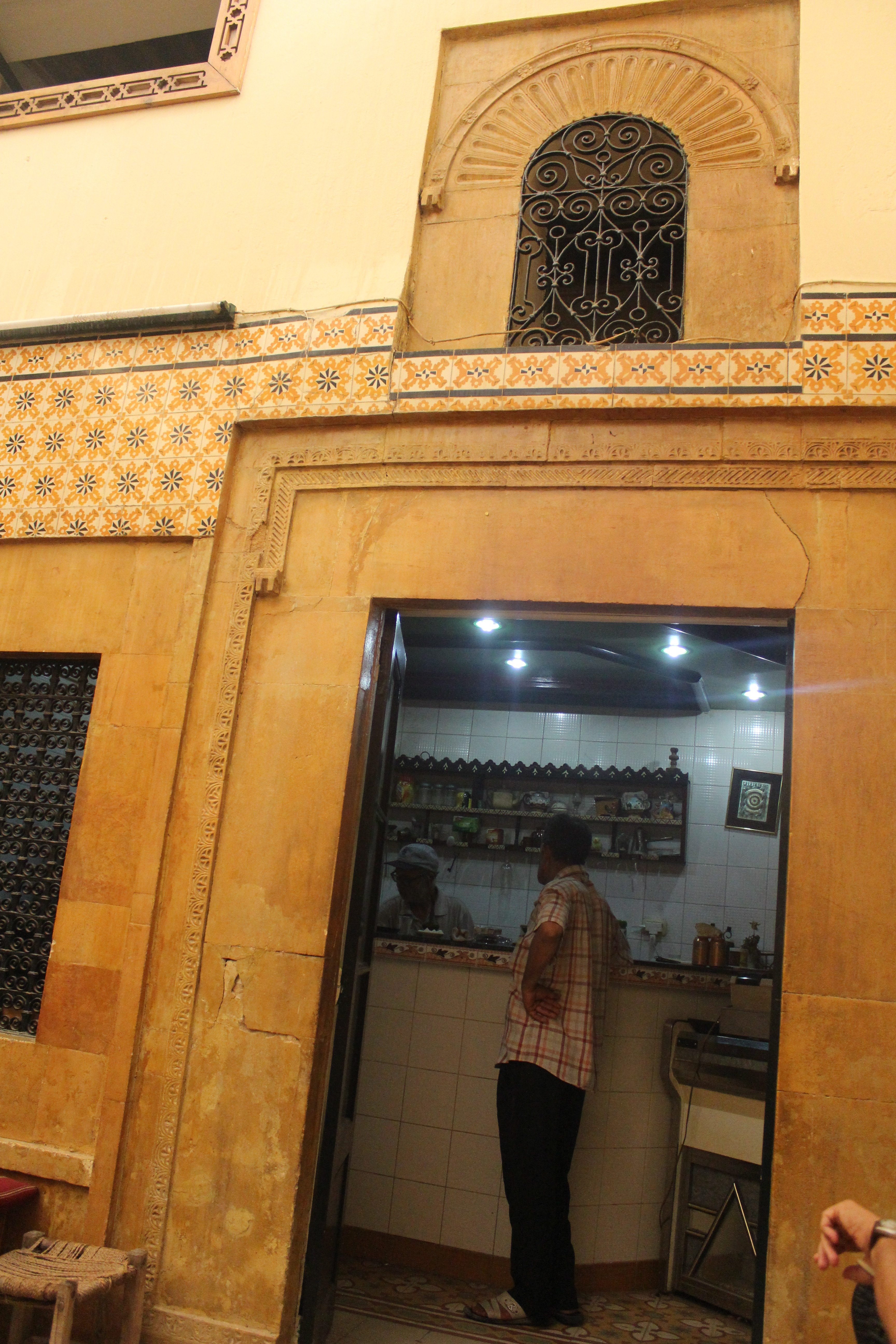
إحدى واجهات البهو